# 眩輝大咽非鯽
眩輝大咽非鯽（学名：Otopharynx speciosus）為輻鰭魚綱鱸形目隆頭魚亞目慈鯛科的其中一種，分布於非洲馬拉威湖流域，棲息深度3-20公尺，體長可達25.2公分，棲息在沙底質水域，屬肉食性，以魚類為食，生活習性不明，可作為觀賞魚。
其种加词“speciosus”意为“好看的”、“艳丽的”。